# Rutherfordia malloti
Rutherfordia malloti är en insektsart som först beskrevs av Rutherford 1914.  Rutherfordia malloti ingår i släktet Rutherfordia och familjen pansarsköldlöss. Inga underarter finns listade i Catalogue of Life.